# Anoia (Spanyolország)
Anoia (spanyol ua.) járás (comarca) a spanyolországi Katalóniában, Barcelona tartományban. Anoia Solsonès, Bages, Baix Llobregat, Alt Penedès, Alt Camp, Conca de Barberà és Segarra comarcákkal határos.

## Települések

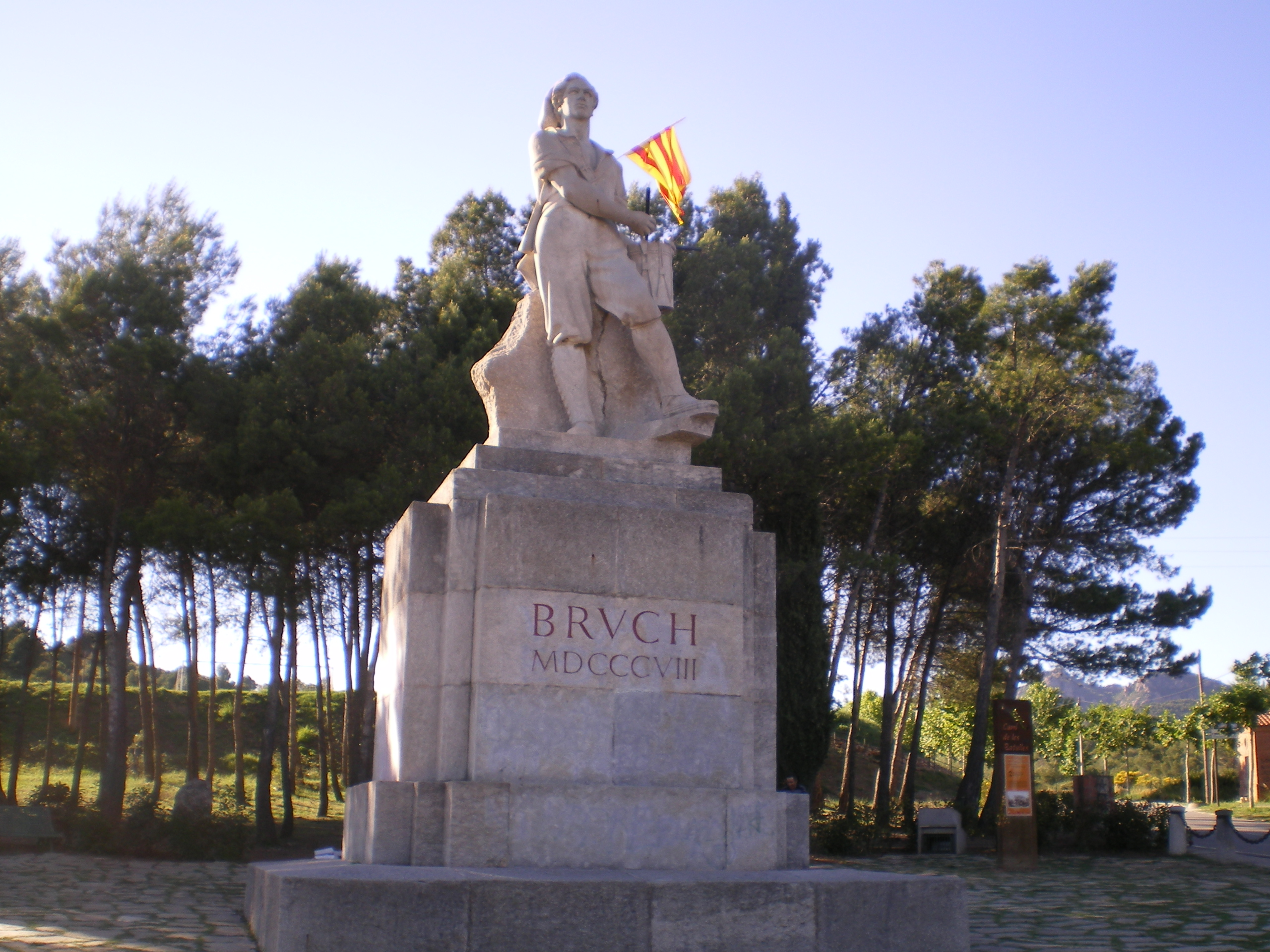
El Bruc

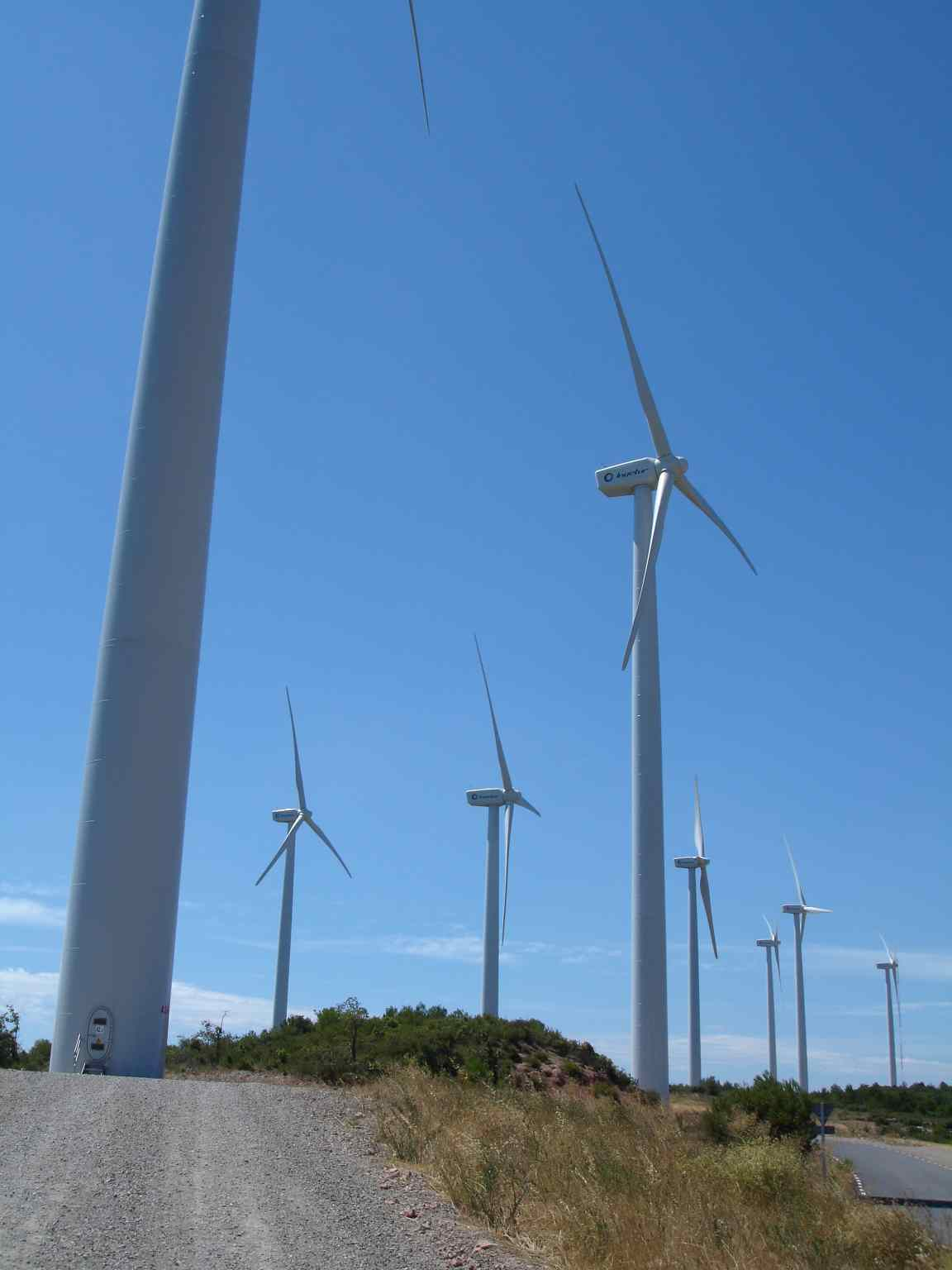
Serra de Rubió

A települések utáni szám a népességet mutatja. Az adatok 2001 szerintiek.
- Argençola – 202
- Bellprat – 92
- El Bruc – 1 379
- Cabrera d’Anoia – 727
- Calaf – 3 110
- Calonge de Segarra – 192
- Capellades – 5 111
- Carme – 721
- Castellfollit de Riubregós – 217
- Castellolí – 441
- Copons – 281
- Els Hostalets de Pierola – 1 611
- Igualada – 34 391
- Jorba – 599
- La Llacuna – 884
- Masquefa – 6 209
- Montmaneu – 193
- Òdena – 2 737
- Orpí – 145
- Piera – 10 869
- La Pobla de Claramunt – 1 874
- Els Prats de Rei – 530
- Pujalt – 191
- Rubió – 131
- Sant Martí Sesgueioles – 350
- Sant Martí de Tous – 1 037
- Sant Pere Sallavinera – 153
- Santa Margarida de Montbui – 9 236
- Santa Maria de Miralles – 102
- La Torre de Claramunt – 2 794
- Vallbona d'Anoia – 1 111
- Veciana – 168
- Vilanova del Camí – 10 793

## Népesség
A járás népessége az elmúlt időszakban az alábbi módon változott:
| Lakosok száma | 87 984 | 92 263 | 98 581 | 109 198 | 114 810 | 118 509 | 118 467 | 117 504 | 119 089 | 128 199 |
|               | 1998   | 2001   | 2003   | 2006    | 2008    | 2011    | 2013    | 2016    | 2018    | 2024    |